# Olympische Sommerspiele 2000/Teilnehmer (Tschechien)
| Gelbes Symbol für Goldmedaillen mit stilisierten Olympischen Ringen | Graues Symbol für Silbermedaillen mit stilisierten Olympischen Ringen | Braundes Symbol für Bronzemedaillen mit stilisierten Olympischen Ringen |
| ------------------------------------------------------------------- | --------------------------------------------------------------------- | ----------------------------------------------------------------------- |
| 2                                                                   | 3                                                                     | 3                                                                       |

Die Tschechische Republik nahm an den Olympischen Sommerspielen 2000 in Sydney mit 119 Athleten, 86 Männer und 33 Frauen, teil.

## Teilnehmer nach Sportarten

### Boxen
- Lukáš Konečný
Männer, Halbweltergewicht: 1. Runde
- Rudolf Kraj
Männer, Halbschwergewicht: Silber

### Gewichtheben
- Petr Sobotka
Männer, Superschwergewicht: 14. Platz

### Fußball
- Männerturnier
Gruppenphase
- Kader
Tor
1 Aleš Chvalovský
18 Jaroslav Drobný
22 Petr Čech (Reserve)
Abwehr
2 Lukáš Došek
3 Adam Petrouš
5 Roman Lengyel
13 Erich Brabec
21 Martin Čupr (Reserve)
Mittelfeld
4 Radoslav Kováč
6 Roman Týce
9 Marek Jankulovski
12 Jan Polák
15 Martin Vozábal
16 Jan Šimák
19 Marcel Lička (Reserve)
20 Luděk Stracený (Reserve)
Angriff
7 Libor Sionko
8 Tomáš Ujfaluši
10 Tomáš Kučera
11 Milan Baroš
14 Libor Došek
17 Marek Heinz
- Trainer
Karel Brückner

### Judo
- Petr Jákl
Männer, Schwergewicht: Viertelfinale
- Andrea Pažoutová
Frauen, Mittelgewicht: 13. Platz
- Michaela Vernerová
Frauen, Leichtgewicht: 1. Runde

### Kanu
- Jan Andrlík
Männer, Kajak-Zweier, 1000 Meter: Halbfinale
- Jan Břečka
Männer, Canadier-Zweier, 500 Meter: Halbfinale
Männer, Canadier-Zweier, 1000 Meter: Halbfinale
- Martin Doktor
Männer, Canadier-Einer, 500 Meter: 8. Platz
Männer, Canadier-Einer, 1000 Meter: 8. Platz
- Štěpánka Hilgertová
Frauen, Kayak-Einer, Slalom: Gold
- Pavel Holubář
Männer, Kajak-Zweier, 500 Meter: Halbfinale
Männer, Kajak-Vierer, 1000 Meter: Halbfinale
- Pavel Hottmar
Männer, Kajak-Einer, 500 Meter: Halbfinale
Männer, Kajak-Vierer, 1000 Meter: Halbfinale
- Tomáš Indruch
Männer, Canadier-Einer, Slalom: 13. Platz
- Marek Jiras
Männer, Canadier-Zweier, Slalom: Bronze
- Tomáš Kobes
Männer, Kajak-Einer, Slalom: 7. Platz
- Karel Leština
Männer, Kajak-Vierer, 1000 Meter: Halbfinale
- Tomáš Máder
Männer, Canadier-Zweier, Slalom: Bronze
- Irena Pavelková
Frauen, Kayak-Einer, Slalom: 5. Platz
- Jiří Polívka
Männer, Kajak-Vierer, 1000 Meter: Halbfinale
- Petr Procházka
Männer, Canadier-Zweier, 500 Meter: Halbfinale
Männer, Canadier-Zweier, 1000 Meter: Halbfinale
- Jiří Prskavec
Männer, Kajak-Einer, Slalom: 13. Platz
- Jan Souček
Männer, Kajak-Zweier, 1000 Meter: Halbfinale
- Ondřej Štěpánek
Männer, Canadier-Zweier, Slalom: 5. Platz
- Jaroslav Volf
Männer, Canadier-Zweier, Slalom: 5. Platz
- Radek Záruba
Männer, Kajak-Einer, 1000 Meter: Halbfinale
Männer, Kajak-Zweier, 500 Meter: Halbfinale

### Leichtathletik
- Daniela Bártová
Frauen, Stabhochsprung: 4. Platz
- Hana Benešová
Frauen, 400 Meter: Viertelfinale
Frauen, 4 × 400 Meter: 7. Platz
- Jitka Burianová
Frauen, 400 Meter: Halbfinale
Frauen, 4 × 400 Meter: 7. Platz
- Tomáš Dvořák
Männer, Zehnkampf: 6. Platz
- Lenka Ficková
Frauen, 4 × 400 Meter: 7. Platz
- Ludmila Formanová
Frauen, 800 Meter: Vorläufe
- Helena Fuchsová
Frauen, 800 Meter: 5. Platz
Frauen, 4 × 400 Meter: 7. Platz
- Pavla Hamáčková
Frauen, Stabhochsprung: 22. Platz in der Qualifikation
- Miloš Holuša
Männer, 50 Kilometer Gehen: 16. Platz
- Štěpán Janáček
Männer, Stabhochsprung: 14. Platz in der Qualifikation
- Šárka Kašpárková
Frauen, Dreisprung: 12. Platz
- Zuzana Hlavoňová
Frauen, Hochsprung: 11. Platz
- Vladimíra Malátová-Racková
Frauen, Diskuswurf: 14. Platz in der Qualifikation
- Libor Malina
Männer, Diskuswurf: 25. Platz in der Qualifikation
- Jiří Malysa
Männer, 20 Kilometer Gehen: 19. Platz
- Vladimír Maška
Männer, Hammerwurf: 8. Platz
- Miroslav Menc
Männer, Kugelstoßen: 10. Platz
- Jiří Mužík
Männer, 400 Meter Hürden: Halbfinale
- Roman Oravec
Männer, 800 Meter Vorläufe
- Jiří Ryba
Männer, Zehnkampf: 14. Platz
- Roman Šebrle
Männer, Zehnkampf: Silber
- Pavel Sedláček
Männer, Hammerwurf: 18. Platz in der Qualifikation
- Nikola Tomečková-Brejchová
Frauen, Speerwurf: 8. Platz
- Jan Železný
Männer, Speerwurf: Gold

### Radsport
- Pavel Buráň
Männer, Sprint: 9. Platz
Männer, Keirik: Halbfinale
Männer, Mannschaftssprint: 11. Platz
- Tomáš Konečný
Männer, Straßenrennen: 75. Platz
Männer, Einzelzeitfahren: 28. Platz
- Radim Kořínek
Männer, Straßenrennen: DNF
Männer, Mountainbike: 29. Platz
- Lada Kozlíková
Frauen, 3000 Meter Einerverfolgung: 10. Platz
- Pavel Padrnos
Männer, Straßenrennen: 69. Platz
- Martin Polák
Männer, 1000 Meter Zeitfahren: 13. Platz
Männer, Mannschaftssprint: 11. Platz
- Ján Svorada
Männer, Straßenrennen: DNF
- Ivan Vrba
Männer, Mannschaftssprint: 11. Platz

### Ringen
- Marek Švec
Männer, Schwergewicht, griechisch-römisch: 18. Platz
- Petr Švehla
Männer, Bantamgewicht, griechisch-römisch: 16. Platz
- David Vála
Männer, Superschwergewicht, griechisch-römisch: 9. Platz

### Rudern
- Václav Chalupa
Männer, Einer: 11. Platz

### Schießen
- Bronislav Bechyňský
Männer, Skeet: 32. Platz
- Václav Bečvář
Männer, Luftgewehr: 34. Platz
Männer, Kleinkaliber, Dreistellungskampf: 15. Platz
Männer, Kleinkaliber, liegend: 5. Platz
- Jiří Gach
Männer, Trap: 32. Platz
Männer, Doppeltrap: 16. Platz
- Miroslav Januš
Männer, Laufende Scheibe: 8. Platz
- David Kostelecký
Männer, Trap: 6. Platz
- Petr Málek
Männer, Skeet: Silber
- Radim Novák
Männer, Luftgewehr: 43. Platz
Männer, Kleinkaliber, Dreistellungskampf: 15. Platz
Männer, Kleinkaliber, liegend: 38. Platz
- Martin Tenk
Männer, Luftpistole: 11. Platz
Männer, Freie Pistole: Bronze
- Lucie Valová
Frauen, Luftgewehr: 36. Platz
Frauen, Kleinkaliber, Dreistellungskampf: 14. Platz

### Schwimmen
- Vlastimil Burda
Männer, 400 Meter Freistil: 19. Platz
Männer, 1500 Meter Freistil: 26. Platz
- Hana Černá
Frauen, 400 Meter Freistil: 26. Platz
Frauen, 800 Meter Freistil: 19. Platz
Frauen, 200 Meter Lagen: 17. Platz
Frauen, 400 Meter Lagen: 9. Platz
- Ilona Hlaváčková
Frauen, 100 Meter Freistil: 26. Platz
Frauen, 100 Meter Rücken: 22. Platz
- Daniel Málek
Männer, 100 Meter Brust: 5. Platz
Männer, 200 Meter Brust: 5. Platz
- Květoslav Svoboda
Männer, 100 Meter Freistil: 45. Platz
Männer, 200 Meter Freistil: 18. Platz
- Jan Víťazka
Männer, 100 Meter Schmetterling: 27. Platz
Männer, 200 Meter Lagen: 21. Platz
Männer, 400 Meter Lagen: 23. Platz

### Segeln
- Michal Maier
Männer, Finn-DInghy: 19. Platz
- Lenka Šmídová
Frauen, Europe: 7. Platz

### Synchronschwimmen
- Soňa Bernardová & Jana Rybářová
Frauen, Duett: 15. Platz

### Tennis
- Dája Bedáňová
Frauen, Einzel: 2. Runde
Frauen, Doppel: 1. Runde
- Sláva Doseděl
Männer, Einzel: 1. Runde
- Adriana Gerši
Frauen, Einzel: 1. Runde
- Květoslava Hrdličková
Frauen, Einzel: 1. Runde
Frauen, Doppel: 1. Runde
- Jiří Novák
Männer, Einzel: 1. Runde
Männer, Doppel: Achtelfinale
- David Rikl
Männer, Doppel: Achtelfinale
- Jiří Vaněk
Männer, Einzel: 2. Runde

### Tischtennis
- Petr Korbel
Männer, Einzel: 17. Platz
Männer, Doppel: 25. Platz
- Josef Plachý
Männer, Einzel: 33. Platz
Männer, Doppel: 25. Platz

### Trampolinturnen
- Petra Vachníková
Frauen, Einzel: Vorrunde

### Triathlon
- Renata Berková
Frauen, Einzel: 29. Platz
- Martin Krňávek
Männer, Einzel: 13. Platz
- Filip Ospalý
Männer, Einzel: DNF
- Jan Řehula
Männer, Einzel: Bronze

### Turnen
- Jana Komrsková
Frauen, Einzelmehrkampf: 28. Platz
Frauen, Boden: 76. Platz in der Qualifikation
Frauen, Pferd: 13. Platz in der Qualifikation
Frauen, Stufenbarren: 38. Platz in der Qualifikation
Frauen, Schwebebalken: 21. Platz in der Qualifikation
- Kateřina Marešová
Frauen, Einzelmehrkampf: 63. Platz in der Qualifikation
Frauen, Boden: 82. Platz in der Qualifikation
Frauen, Pferd: 83. Platz in der Qualifikation
Frauen, Stufenbarren: 72. Platz in der Qualifikation
Frauen, Schwebebalken: 36. Platz in der Qualifikation

### Volleyball (Beach)
- Eva Celbová & Soňa Nováková-Dosoudilová
Frauenturnier: 9. Platz
- Martina Hudcová & Tereza Tobiášová
Frauenturnier: 19. Platz
- Martin Lébl & Michal Palinek
Männerturnier: 17. Platz

### Wasserspringen
- Jaroslav Makohin
Männer, Kunstspringen: 39. Platz